# Heinrich Unverricht

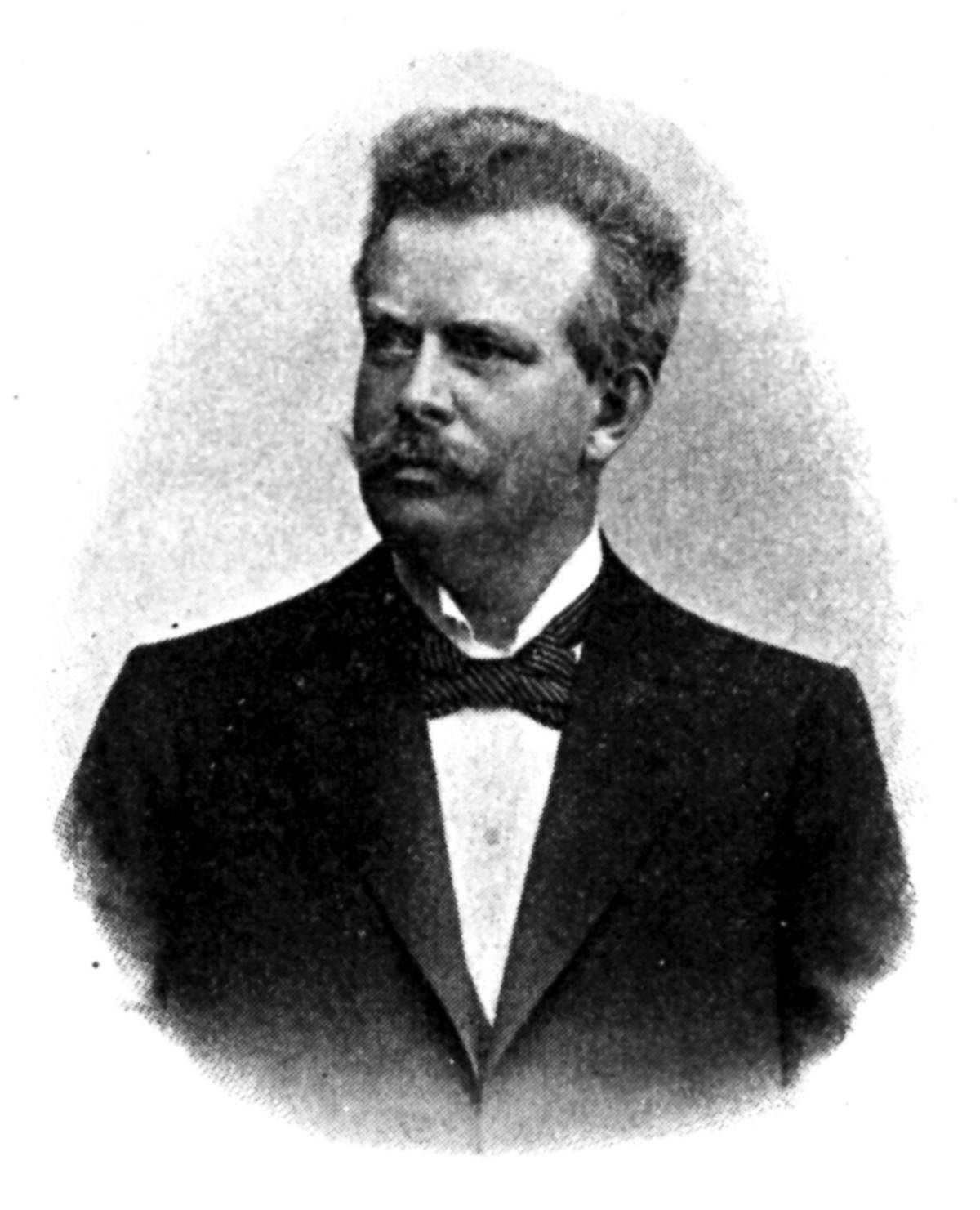
Heinrich Unverricht

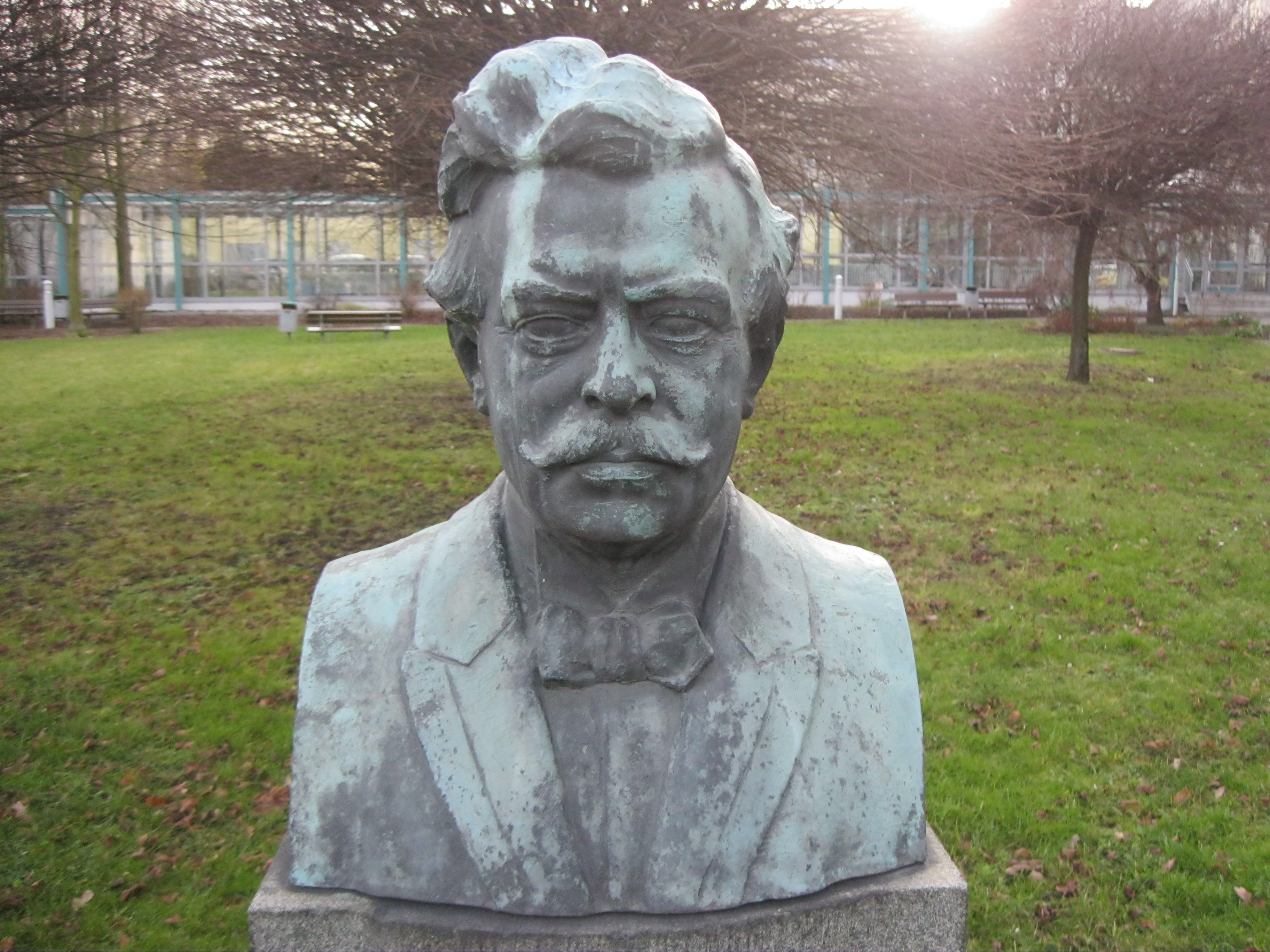
Büste von Heinrich Unverricht, 2012

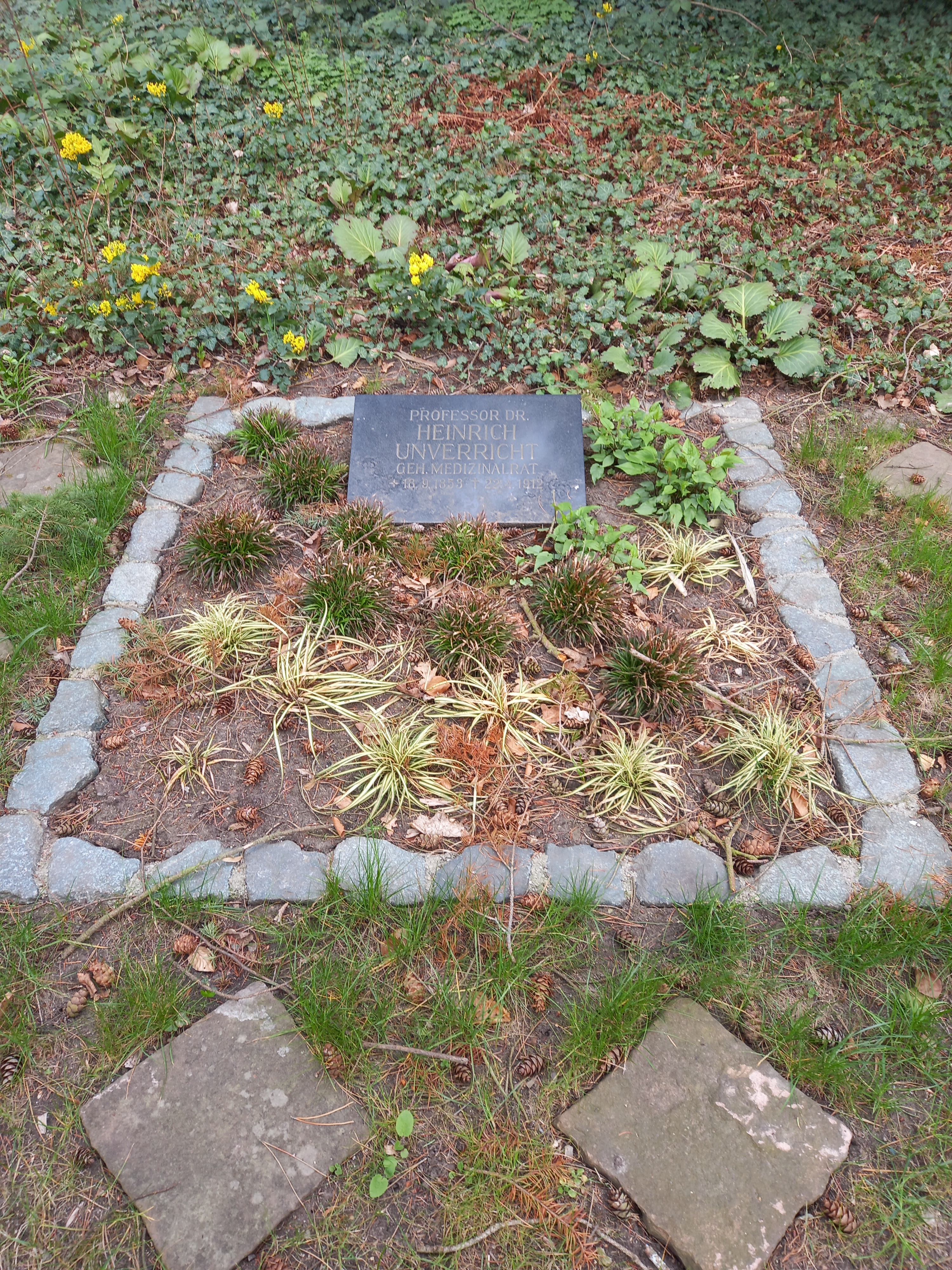
Das Grab von Heinrich Unverricht auf dem Westfriedhof (Magdeburg)

Heinrich Unverricht (* 18. September 1853 in Breslau; † 22. April 1912 in Magdeburg) war ein deutscher Mediziner.

## Leben
Unverricht wurde 1877 an der Universität Breslau bei Anton Biermer in Medizin promoviert und spezialisierte sich auf Innere Medizin. Die Dissertation Studien über die Lungenentzündung erhielt einen Preis der medizinischen Fakultät. Er habilitierte sich 1883 in Berlin und wurde 1886 außerordentlicher Professor an der Universität Jena, an der er auch Direktor der Medizinischen Poliklinik wurde. 1888 wurde er ordentlicher Professor für spezielle Pathologie an der Kaiserlichen Universität Dorpat. 1892 verließ er aus politischen Gründen Dorpat (damals zu Russland gehörig) und wurde erster Direktor des städtischen Krankenhauses Magdeburg-Sudenburg, das 1894 offiziell eröffnet wurde. Außerdem wurde er dort Leiter der Inneren Medizin. 1902 bis 1909 war er Vorsitzender der Medizinischen Gesellschaft Magdeburg. Er engagierte sich dafür, dass in Magdeburg eine Stätte zur Ausbildung von Ärzten eingerichtet wurde. Er war Geheimer Medizinalrat (1894) und war in Russland kaiserlich russischer Staatsrat.
Er forschte zu Lungenkrankheiten und zur Neurologie. Nach ihm und Herman Lundborg ist die Unverricht-Lundborg-Erkrankung benannt, eine angeborene Form der Epilepsie (Progressive Myoklonusepilepsie) über die er 1891 veröffentlichte.
Bei den Lungenkrankheiten befasste er sich mit tuberkulöser Pneumothorax (Unverricht´sche Fistel, 1896). Nach ihm und Ernst L. Wagner (1829–1888) wird manchmal auch die Dermatomyositis benannt (Wagner-Unverricht-Syndrom).
Am 19. Oktober 1888 wurde er Mitglied der Leopoldina. Er war Mitglied der Magdeburger Freimaurerloge Ferdinand zur Glückseligkeit.
Auf dem Gelände des Universitätsklinikums Magdeburg wurde ihm zu Ehren eine Büste aufgestellt.

## Schriften
- Die Myoclonie. Franz Deuticke, Leipzig und Wien 1891 Digitalisat
- Dermatomyositis acuta. In: Deutsche Medizinische Wochenschrift, Band 17, 1891, S. 41–44
- Zur operativen Behandlung des tuberkulösen Pneumothorax. In: Deutsche Medizinische Wochenschrift, Band 22, 1896, S. 349–352
- Krankheiten des Brustfells und des Mittelfells. In: Wilhelm Ebstein (Hrsg.) (unter Redaktion mit Julius Schwalbe): Handbuch der praktischen Medizin, 1899
- Unterleibstyphus (Typhus abdominalis. Ileotyphus). In: Wilhelm Ebstein (Hrsg.) (unter Redaktion mit Julius Schwalbe): Handbuch der praktischen Medizin, 1901, S. 328–369 Digitalisat